# Simpson and Delilah
"Simpson and Delilah" är det andra avsnittet av den andra säsongen av den amerikanska, tecknade komediserien The Simpsons. Den sändes för första gången den 18 oktober 1990.

## Handling
Homer Simpson ser en reklamfilm för Dimoxinil, ett nytt "mirakelmedel" mot skallighet. Han går till en affär som säljer Dimoxinil, men den visar sig kosta långt mer än vad Homer har råd med. På arbetet föreslår Lenny Leonard att Homer ska betala genom företagets sjukförsäkring. Han lyckas på så sätt få tag på medlet, och nästa dag vaknar han upp med långt, tjockt hår. När han märker det, rusar han ut på stadens gator i pyjamasen, jublandes över sitt nya hår. På arbetet sitter chefen, Montgomery Burns, och tittar på övervakningskamerorna för att hitta en ny person som han kan ge en högre position till. Han ser den hårige Homer och misstar honom för att vara en ung "go-getter", och väljer ut honom för jobbet.
När Homer ska tillsättas till sitt nya jobb, ser han sig om efter en bra sekreterare, men alla sökande har något som saknas - tills Karl dyker upp. Karl, som är mer insatt i affärsvärlden än Homer, tar med honom till en klädaffär för att köpa en kostym. När Burns ser hur härdsmältorna och olyckorna drastiskt minskat, påpekar hans uppassare Waylon Smithers att minskningen är exakt lika stor som antalet olyckor Homer var ansvarig för, och att produktionen är lika hög som vid hans senaste semester. Burns tar det som att Smithers bara är avundsjuk på honom, och är så imponerad av Homers arbete att han ger Homer nyckeln till chefens speciella badrum. Smithers börjar nu på riktigt känna sig avundsjuk på Homer, och efter att ha tittat i hans filer, upptäcker han försäkringsbedrägeriet som gav Homer håret från första början.
Homer är nära att bli avskedad, men Karl tar på sig skulden och sparkas istället. Homer får i uppdrag att hålla ett tal på nästa möte, och blir nervös över att hålla talet utan Karls hjälp. När han kommer hem, upptäcker han att Bart, efter ett misslyckat försök att odla skägg, har spillt ut allt Dimoxinil. Nästa dag kommer en återigen flintskallig Homer till jobbet. Hans oro minskas när Karl dyker upp och ger honom ett färdigskrivet tal. När Homer ska gå uttrycker Karl sin lojalitet mot honom genom att kyssa honom och daskar till honom på rumpan. Väl i talarstolen börjar Homer läsa upp det Karl skrev, men publiken tar honom inte på allvar när han saknar hår. Burns, som själv lider av skallighet, straffar honom dock inte, utan säger att han förstår honom. Homer får börja arbeta på sitt gamla jobb igen. På natten klagar Homer på att han nu kommer tjäna mindre pengar, och att han inte kan köpa alla de saker han lovat barnen och att Marge inte kommer att vara attraherad av honom längre. Marge påminner honom att de klarade sig på hans gamla jobb förut, och att barnen kommer att komma över det. Sedan sjunger hon "You Are So Beautiful".

## Produktionen
Rösten till Karl gjordes av den öppet homosexuelle skådespelaren Harvey Fierstein, och det ges antydningar till att Karl skulle vara homosexuell. Skaparen Matt Groening har sagt att när folk började fråga "Var han bög?" dagen efter att avsnittet sändes, svarade han "Han är vad du vill att han ska vara". Groening påpekar även "Han kysser Homer, han ger honom en vänlig klapp på rumpan" vilket är att gå mycket längre än vad någon annan tecknad film/serie hade gjort på den tiden. Karls homosexualitet bekräftas senare i häftet som följer med säsongens DVD-box. Karls framträdande markerar början av trenden av flera HBT-figurer i The Simpsons. Karl var tänkt att vara med i "Three Gays of the Condo", men Fierstein tackade nej, han kände att avsnittet spelade för mycket på stereotyper.

## Mottagandet
Harvey Fierstein är nummer två på TV Guides "All-time Favorite Guest Voices". The Daily Telegraph beskrev avsnittet som ett av de 10 bästa avsnitten av The Simpsons.